# Bestseller A/S
Bestseller A/S er en dansk modetøjsvirksomhed, der blev grundlagt i 1975 og ejes af CEO Anders Holch Povlsen. Virksomheden ejer en række internationalt solgte modemærker som f.eks. Jack & Jones, ONLY, Selected, Vero Moda m.v.
Koncernen omsatte i 2016 for 22,9 mia. kr. og havde et overskud på ca. 2 mia. kr. Der er 15.000 medarbejdere på verdensplan, hvoraf 3.300 i Danmark.

## Historie
Bestseller blev etableret i 1975 i Ringkøbing af Troels Holch Povlsen og hustru Merete Bech Povlsen. Siden 1983 har virksomheden ligget i Brande, og siden 1987 har hovedkontoret været placeret på Fredskovvej 1 i Brande.
Siden 2001 er der sket en glidende overdragelse til sønnen Anders Holch Povlsen.

## Mærker og aktiviteter
Bestseller markedsfører sine produkter under mærkerne Jack & Jones, Junarose, Jaqueline de Yong, Mamalicious, Name it, Noisy May, Object Collectors Item, ONLY, Only & Sons, Pieces, Selected Homme/Femme, Vero Moda, Vila Clothes og Y.A.S. Produkterne distribueres online, i ca. 2.700 mærkebutikker, 15.000 multi-brand-butikker og stormagasiner i Europa, Mellemøsten, Nordamerika, Latinamerika, Australien og Indien.

## Organisation
Bestseller er 100 % ejet af Anders Holch Povlsen, som også er CEO (administrerende direktør). Merete Bech Povlsen er bestyrelsesformand, mens Troels Holch Povlsen er menigt bestyrelsesmedlem. Bestseller Fashion Group China er et selvstændigt firma i koncernen, som delvis ejes af Holch Povlsen-familien.
I Danmark er Bestsellers butikker organiseret i aktieselskabet Bestseller Retail Denmark A/S, som ejes af moderselskabet (Bestseller A/S) og ledes af Anders Holch Povlsen.

### Formue og massefyringer
Koncernen har 2500 egne butikker i 38 lande og afsætter sine produkter på 70 markeder globalt og i Danmark beskæftiger Bestseller koncernen ca. 4800 ansatte.
I starten af 2020 præsenterede Anders Holch Povlsen koncernens overskud på 2,1 mia. kroner og en stigning i egenkapitalen til i alt 7 mia. kroner.
I foråret 2020 under coronakrisen valgte Anders Holch Povlsen at afskedige 750 danske medarbejdere, som følge af manglende omsætning i butikkerne. Dette mødte skarp kritik fra en række aktører fra fagforeninger og Folketinget. Valget om at ty til massefyringer skabte forundring hos blandt andet Per Tønnesen, sektorformand hos HK Handel. Tønnesen udtalte at valget om at massefyre ansatte midt under en national og global krise var "ærgerligt", da regeringen kort tid forinden havde fremsat en række hjælpepakker til virksomheder. På trods af afskedigelserne vil det stadig være muligt for Anders Holch Povlsen at benytte sig af det økonomiske tilskud som den danske stat vil yde fremover via disse hjælpepakker.
SFs erhvervsordfører Kasten Hønge opfordrede Bestseller til at gøre brug af hjælpepakkerne i stedet for massefyringer, og Enhedslistens erhvervsordfører Victoria Velasquez udtalte, at det "klinger altså hult, når nogle af de allerbedst polstrede ikke tager ansvar for deres ansatte, men i stedet vælger at fyre dem".
I lighed med disse kritiker af Bestsellers og Anders Holch Povlsens valg om massefyringer i en krisetid, hvor den danske stat har sat massivt ind med skattefinansierede hjælpepakker til erhvervslivet, udtalte formanden for fagforeningen 3F i Midtjylland, Henning Vestbjerg Pedersen, at han fandt fyringerne "mærkelige" koncernens milliard overskud taget i betragtning: "Når man tænker på hvordan økonomien og overskuddet har været sidste år, ser det mærkeligt ud at man ikke ser tiden lidt an."
I forbindelse med sit valg om at afskedige de 750 medarbejdere udtalte Anders Holch Povlsen i en pressemeddelelse at det var en beslutning der "gjorde ondt i hjertet på ham". I 2020 var Anders Holch Povlsen ifølge Bloombergs milliadærliste verdens 323. rigeste mand med en personlig formue på cirka 42 mia. kroner.

### Bestseller Fashion Group China
I Kina opererer Bestseller-navnet som virksomheden Bestseller Fashion Group China. Firmaet blev etableret i 1996 og er ejet 50% af Holch Povlsen-familien og 50% af Dan Friis og Allan Warburg. Ifølge Bestseller driver man 7.000 butikker i 500 byer i Kina. Virksomheden i Kina havde i 2011 48.000 medarbejdere. Her sælges mærkerne Only, Jack & Jones, Vero Moda og Selected. De fleste af produkterne er dog lavet i Kina og tilpasset det kinesiske marked.

## Leverandører
Bestseller har ingen ejerandele i produktionskæden, men samarbejder med ca. 300 leverandører primært i Kina, Indien, Bangladesh, Tyrkiet og Italien.

### Arbejdsforhold på cambodjanske fabrikker
I juni 2017 dokumenterede det uafhængige medie- og researchcenter DanWatch i samarbejde med The Guardian, hvad der er blevet kaldt for "slavelignende forhold" på cambodjanske tøjfabrikker, som leverer til Bestseller. Manglende pauser, op til 37 grader i arbejdshallerne, manglende ventilationssystemer og strenge regler for indtagelse af vand og mad ledte til at arbejderne på fabrikkerne besvimede af overanstrengelse. Selv om de kvindelige arbejdere er nødt til at tage overarbejde på grund af den lave løn de modtager, tjener de alligevel ikke nok til at opretholde det ernæringsniveau som deres arbejde kræver.
Kommunikationschef ved Bestseller Jesper Stubkier udtalte i forbindelse med en brand på en fabrik i februar 2017 at Bestseller grundlæggende står inde for den indsats de udøver på de cambodjanske tøjfabrikker. Her måtte arbejderne genoptage tøjproduktionen efter en brand, endda før branden var slukket og røgen havde lagt sig. Mens Danwatchs rapport understreger de kritisable arbejdsforhold, mente Bestsellers kommunikationschef at det høje antal af besvimelser skyldes en kombination af ydre faktorer og kulturelle forhold. Læger, eksperter i arbejdsforhold, NGO'er, fagforeninger og kvinderne selv mente derimod at besvimmelserne skyldtes hede, overarbejde, sult, tørst, ren udmattelse og paniksituationer. Sidstnævnte henviste til den psykiske belastning for at opnå et levegrundlag, arbejdsulykker i forbindelser med kemiske behandlinger af tøjet og situationer som den nævnte brand i februar 2017.
Danwatch og sociologen Robert Bartholomew mener at massebesvimelserne opstår inden for bestemte kulturelle rammer, men i bund og grund skyldes arbejdsforholdene, og de anser episoderne for at være symptomer på et undertrykkende system. Bestseller har i forbindelse med Danwatch-rapporten udtalt, at de vil arbejde på at undersøge forholdene på deres fabrikker nærmere, men ikke er interesseret i at skifte leverandører, og de lægger en stor del af ansvaret på cambodjansk lovgivning. Andreas Rasche, professor i samfundsansvar fra Copenhagen Business School, udtaler i forbindelse med rapporten at virksomheder som Bestseller kan gøre meget for at sikre ordentlige forhold, f.eks. at indskrive "living wages" i virksomhedernes code of conduct. Imidlertid begrænses incitamentet for at implementere grundlæggende ændringer i arbejdsvilkårene på fabrikkerne af et globalt højt forbrug af tøj samt virksomhedernes stræben efter konkurrencedygtighed og profit.

## Planer om højhus og ny bydel
Bestseller offentliggjorde i 2017 planer om at bygge en ny Brande-bydel, Bestseller Village & Tower, med et mellem 200 og 320 meter højt højhus, med navnet Bestseller-tårnet i den nordøstlige del af byen, som skal rumme koncernens hovedkontor. Med en højde på 317 meter vil det blive Vesteuropas højeste skyskraber og næsthøjeste bygning efter Eiffeltårnet. Projektet er nu godkendt af kommunen, men realiseringen af projektet er udsat på ubestemt tid.